# Gordon Fontaine
Pour les articles homonymes, voir Fontaine.
Gordon Fontaine est un surfeur français né le 29 septembre 1989 en Bretagne.

## Biographie
Il entra au pôle France de surf de Biarritz à l'âge de 15 ans.
Après le bac, il passa un an en Australie où il étudia les pratiques du sport à l'Université Southern Cross.
Actuellement licencié à l'Ujap-Quimper surf club, Gordon est membre du pôle France.

## Palmarès
- 2009 : Cordoama O'Neill Pro, Cordoama, Portugal (WQS 1 étoile)